# Danh sách súng trường bán tự động
Trang này bao gồm các khẩu súng trường và súng bắn tỉa bán tự động.
| Tên                                                  | Nhà sản xuất                                                            | Hình ảnh                                               | Loại đạn | Quốc gia                      | Năm            |
| ---------------------------------------------------- | ----------------------------------------------------------------------- | ------------------------------------------------------ | --- | ----------------------------- | -------------- |
| Accuracy International AS50                          | Accuracy International                                                  | Tập tin:Ai as50.png                                    | .50 BMG | Anh Quốc                      | 2007           |
| Automatgevär m/42                                    | Carl Gustafs Stads Gevärsfaktori                                        |                                                        | 6.5×55mm | Thụy Điển                     | 1942           |
| AGM-1 Carbine                                        | AL.GI.MEC.Srl, Via Melzi d'Eril 21, I-20154 Milan                       |                                                        | 9×19mm Parabellum .45 ACP .22 Long Rifle                                                                                         | Ý                             | Những năm 1980 |
| AK-22                                                | Romania                                                                 |                                                        | .22 Long Rifle | România                       |                |
| AMT Lightning 25/22                                  | Arcadia Machine & Tool                                                  |                                                        | .22 Long Rifle |                               | 1984           |
| ArmaLite AR-7                                        | Eugene Stoner                                                           |                                                        | .22 Long Rifle | Hoa Kỳ                        | 1958           |
| Armscor AK22                                         | Armscor                                                                 |                                                        | .22 Long Rifle | Philippines                   | 1987           |
| Armscor M16 22                                       | Armscor                                                                 |                                                        | .22 Long Rifle | Philippines                   |                |
| AWC G2                                               | AWC Systems Technology                                                  |                                                        | 7.62×51mm NATO | Hoa Kỳ                        | Những năm 1990 |
| Barrett M82                                          | Barrett Firearms Manufacturing                                          | Tập tin:M82A1 barrett.jpeg                             | .50 BMG .416 Barrett | Hoa Kỳ                        | 1980           |
| Barrett XM109                                        | Barrett Firearms Manufacturing                                          |                                                        | 25×59mm | Hoa Kỳ                        | 2002           |
| Barrett XM500                                        | Barrett Firearms Manufacturing                                          | Tập tin:Barrett XM500.jpg                              | .50 BMG | Hoa Kỳ                        | 2006           |
| Benelli Argo                                         | Benelli Armi SpA                                                        |                                                        | | Ý                             |                |
| Benelli Argo Comfortech                              | Benelli Armi SpA                                                        |                                                        | | Ý                             |                |
| Benelli Argo EL                                      | Benelli Armi SpA                                                        |                                                        | | Ý                             |                |
| Benelli MR1                                          | Benelli Armi SpA                                                        |                                                        | 5.56×45mm NATO .223 Remington | Ý                             |                |
| Beretta BM 59                                        | Fabbrica d'Armi Pietro Beretta                                          |                                                        | 7.62×51mm NATO | Ý                             | Những năm 1959 |
| Beretta Cx4 Storm                                    | Fabbrica d'Armi Pietro Beretta                                          |                                                        | 9×19mm Parabellum 9×21mm .45 ACP .40 S&W                                                                                         | Ý                             | 2003           |
| Beretta Rx4 Storm                                    | Fabbrica d'Armi Pietro Beretta Benelli Armi SpA                         |                                                        | 5.56×45mm NATO .223 Remington | Ý                             | 2005           |
| Súng trường Berkut                                   | KBP Instrument Design Bureau                                            |                                                        | .308 Winchester 7.62×54mmR 9×53mmR                                                                                               | Nga                           | 1998           |
| Breda PG                                             | Breda                                                                   |                                                        | 6.5×52mm Carcano 7×57mm Mauser                                                                                                   | Ý                             | 1935           |
| Súng trường bán tự động Browning 22                  | FN Herstal                                                              |                                                        | .22 Long Rifle .22 Short | Bỉ                            | 1914           |
| Browning BAR                                         | Browning Arms Company                                                   |                                                        | | Bỉ                            | 1966           |
| Bushmaster M4                                        | Bushmaster Firearms International                                       |                                                        | .223 Remington 5.56×45mm NATO 6.8mm Remington SPC 7.62×39mm                                                                      | Hoa Kỳ                        |                |
| Bushmaster XM-15                                     | Bushmaster Firearms International                                       |                                                        | .223 Remington<br5.56×45mm NATO                                                                                                  | Hoa Kỳ                        |                |
| Calico Liberty                                       | Calico Light Weapons Systems                                            |                                                        | 9×19mm Parabellum | Hoa Kỳ                        |                |
| Calico M100                                          | Calico Light Weapons Systems                                            |                                                        | .22 Long Rifle | Hoa Kỳ                        | Những năm 1980 |
| Carbon 15                                            | Bushmaster Firearms International                                       |                                                        | 9×19mm Parabellum 5.56×45mm NATO .223 Remington                                                                                  | Hoa Kỳ                        |                |
| Súng trường tự động Charlton                         | Philip Charlton                                                         |                                                        | .303 British | New Zealand                   | 1942           |
| Colt AR-15                                           | Colt's Manufacturing Company                                            |                                                        | .223 Remington 5.56×45mm NATO | Hoa Kỳ                        |                |
| Súng trường Crazy Horse                              | Smith Enterprise, Inc.                                                  |                                                        | 7.62×51mm NATO | Hoa Kỳ                        | 2003           |
| CZ 511                                               | Česká zbrojovka Uherský Brod                                            |                                                        | .22 Long Rifle | Cộng hòa Séc                  |                |
| ČZW-127                                              |                                                                         |                                                        | 12.7×108mm | Cộng hòa Séc                  |                |
| CKC                                                  |                                                                         |                                                        | 7.62×39mm | Liên Xô                       | 1944           |
| Demro TAC-1                                          |                                                                         |                                                        | .45 ACP | Hoa Kỳ                        |                |
| Dragunov SVD                                         | Kalashnikov Concern Norinco                                             |                                                        | 7.62×54mmR | Liên Xô                       | 1958           |
| Dragunov SVU                                         | KBP Instrument Design Bureau                                            |                                                        | 7.62×54mmR | Nga                           | 1998           |
| FAMAE FD-200                                         | FAMAE                                                                   |                                                        | 7.62×51mm NATO | Chile                         | 2000           |
| FN FNAR                                              | FN Herstal                                                              |                                                        | 7.62×51mm NATO | Bỉ                            | 2008           |
| FN Model 1949                                        | FN Herstal                                                              |                                                        | .30-06 Springfield 7×57mm Mauser 7.62×51mm NATO 7.65×53mm Argentine 7.92×57mm Mauser                                             | Bỉ                            | 1949           |
| Súng trường Farquhar–Hill                            | Moubray G. Farquhar Arthur H. Hill                                      | Tập tin:Farquhar-Hill rifle.jpg                        | .303 British | Anh Quốc                      | Đầu thế kỷ XX  |
| Fusil Automatique Modèle 1917                        | Manufacture d'Armes de Tulle for Mle 1917                               |                                                        | 8×50mmR Lebel | Pháp                          | 1917           |
| Súng trường Lưu Tổng                                 | Hanyang Arsenal Pratt & Whitney Machine Tool                            |                                                        | 7.9x57mm S-Patrone | Trung Hoa Dân Quốc            | 1914           |
| Gewehr 41                                            | Đức Quốc Xã                                                             |                                                        | 7.92×57mm Mauser | Đức                           | 1941           |
| Gewehr 43                                            | Carl Walther GmbH                                                       |                                                        | 7.92×57mm Mauser | Đức                           | 1943           |
| Súng trường Hakim                                    | Nhà máy 54                                                              |                                                        | 7.92×57mm Mauser | Ai Cập · Thụy Điển (thiết kế) | Những năm 1950 |
| Harris Gun Works M-96                                | Harris Gun Works                                                        |                                                        | .50 BMG | Hoa Kỳ                        |                |
| Heckler & Koch PSG1                                  | Heckler & Koch                                                          |                                                        | 7.62×51mm NATO | Tây Đức                       | Những năm 1970 |
| Heckler & Koch SL6                                   | Heckler & Koch                                                          |                                                        | 5.56×45mm NATO .223 Remington | Đức                           | Những năm 1980 |
| Heckler & Koch SL7                                   | Heckler & Koch                                                          |                                                        | 7.62×51mm NATO .308 Winchester                                                                                                   | Đức                           | Những năm 1980 |
| Heckler & Koch SL8                                   | Heckler & Koch                                                          |                                                        | 5.56×45mm NATO | Đức                           | 1998           |
| Heckler & Koch SR9                                   | Heckler & Koch                                                          |                                                        | 7.62×51mm NATO | Tây Đức                       | 1990           |
| Howell Automatic Rifle                               |                                                                         | Tập tin:Howell Automatic Rifle.png                     | .303 British | Anh Quốc                      |                |
| Itajubá Model 954 Mosquetão                          |                                                                         |                                                        | .30-06 Springfield | Brasil                        |                |
| KAL1                                                 | Lithgow Small Arms Factory                                              |                                                        | 7.62×51mm NATO | Úc                            | 1970           |
| Kbsp wz. 1938M                                       |                                                                         |                                                        | 8×57mm IS | Ba Lan                        | 1934           |
| Kel-Tec RFB                                          | Kel-Tec                                                                 |                                                        | 7.62×51mm NATO | Hoa Kỳ                        | 2003           |
| Kel-Tec SU-16                                        | Kel-Tec                                                                 |                                                        | 5.56×45mm NATO .223 Remington | Hoa Kỳ                        | Những năm 2000 |
| Kintrek KBP-1                                        | Kintrek Incorporated                                                    |                                                        | .22 Long Rifle | Hoa Kỳ                        | 1991           |
| Súng trường tự nạp L1A1                              | Royal Small Arms Factory Lithgow Small Arms Factory                     |                                                        | 7.62×51mm NATO | Anh Quốc · Úc                 | 1947           |
| M110 SASS                                            | Knight's Armament Company                                               |                                                        | 7.62×51mm NATO | Hoa Kỳ                        | 2007           |
| M1941 Johnson                                        | Johnson Automatics, Inc.                                                |                                                        | .30-06 Springfield 7×57mm Mauser (biến thể Chile) .270 Winchester                                                                | Hoa Kỳ                        | 1941           |
| Súng trường M1922 Bang                               |                                                                         |                                                        | .30-06 Springfield 6.5mm Krag | Hoa Kỳ                        |                |
| M1947 Johnson                                        | Melvin Johnson                                                          |                                                        | .30-06 Springfield | Hoa Kỳ                        | 1947           |
| M1 Carbine                                           | General Motors                                                          |                                                        | .30 Carbine | Hoa Kỳ                        | 1938           |
| M1 Garand                                            | Springfield Armory Winchester Repeating Arms Company và nhiều hãng khác |                                                        | .30-06 Springfield 7.62×51mm NATO                                                                                                | Hoa Kỳ                        | 1933           |
| M21                                                  | Rock Island Arsenal Springfield Armory                                  |                                                        | 7.62×51mm NATO | Hoa Kỳ                        | 1969           |
| M25                                                  | Springfield Armory                                                      |                                                        | 7.62×51mm NATO | Hoa Kỳ                        | Những năm 1980 |
| Súng bắn tỉa M39                                     | Sage International                                                      |                                                        | 7.62×51mm NATO | Hoa Kỳ                        | 2008           |
| M89SR                                                | Technical Equipment International                                       |                                                        | 7.62×51mm NATO | Israel                        | Những năm 1980 |
| MSSR                                                 | Thủy quân lục chiến Philippines                                         |                                                        | 5.56×45mm NATO | Philippines                   | 1996           |
| Marlin Camp Carbine                                  | Marlin Firearms Company                                                 |                                                        | 9×19mm Parabellum .45 ACP | Hoa Kỳ                        | 1985           |
| Marlin Model 60                                      | Marlin Firearms Company                                                 |                                                        | .22 Long Rifle | Hoa Kỳ                        | 1960           |
| Marlin Model 70P                                     | Marlin Firearms Company                                                 |                                                        | .22 Long Rifle | Hoa Kỳ                        |                |
| MAS-49                                               | Manufacture d'armes de Saint-Étienne                                    |                                                        | 7.5×54mm French .308 Winchester (chuyển đổi)                                                                                     | Pháp                          | 1949           |
| Súng trường Meunier                                  |                                                                         |                                                        | 7x59 "7mm Meunier" | Pháp                          |                |
| Mauser M1916                                         | Mauser                                                                  |                                                        | 7.92×57mm Mauser | Đức                           | 1915           |
| MICOR Leader 50                                      | MICOR Defence                                                           |                                                        | .50 BMG | Hoa Kỳ                        | 2012           |
| Súng trường Mk12                                     | Naval Surface Warfare Center Crane Division                             |                                                        | 5.56×45mm NATO | Hoa Kỳ                        | 2002           |
| Mondragón                                            | Schweizerische Industrie Gesellschaft                                   |                                                        | 7×57mm Mauser | México                        | 1884           |
| Mossberg Plinkster                                   | O.F. Mossberg & Sons                                                    |                                                        | .22 Long Rifle | Brasil                        |                |
| Norinco JW-20                                        | Nirinco                                                                 |                                                        | .22 Long Rifle |                               |                |
| Olin/Winchester Salvo                                | Olin Corporation Winchester Repeating Arms Company                      |                                                        | 5.56mm T65 Duplex | Hoa Kỳ                        | 1956           |
| Pauza P-50                                           | Pauza Specialties (1991-1997) Freshour Manufacturing (hiện tại)         |                                                        | .50 BMG | Hoa Kỳ                        | 1990           |
| Súng trường Pedersen                                 | John Pedersen                                                           |                                                        | .276 Pedersen | Hoa Kỳ                        | Những năm 1920 |
| Preetz Model 65                                      | Josef G. Landmann                                                       |                                                        | .22 Long Rifle | Tây Đức                       | 1965           |
| PSL                                                  | Fabrica de Arme Cugir SA                                                |                                                        | 7.62×54mmR | România                       | Những năm 1970 |
| Súng trường PTR                                      | PTR Industries, Inc.                                                    |                                                        | 7.62×51mm NATO .308 Winchester                                                                                                   | Hoa Kỳ                        | 2000           |
| QBU-88                                               | Norinco                                                                 |                                                        | 5.8×42mm 5.56×45mm NATO (KBU-97A)                                                                                                | Trung Quốc                    | Những năm 1990 |
| Rasheed Carbine                                      | Nhà máy 54                                                              |                                                        | 7.62×39mm | Ai Cập                        |                |
| Remington Model Four                                 | Remington Arms                                                          |                                                        | .243 Winchester 6mm Remington .270 Winchester .280 Remington .30-06 Springfield .308 Winchester                                  | Hoa Kỳ                        | 1981           |
| Remington Model 8                                    | Remington Arms                                                          |                                                        | .25 Remington .30 Remington .32 Remington .35 Remington .300 Savage                                                              | Hoa Kỳ                        | 1905           |
| Remington Model 24                                   | John Browning                                                           |                                                        | .22 Long Rifle .22 Short | Hoa Kỳ                        | 1922           |
| Remington Model 522 Viper                            | Remington Arms                                                          |                                                        | .22 Long Rifle | Hoa Kỳ                        | 1993           |
| Remington Model 552                                  | Remington Arms                                                          |                                                        | .22 Short .22 Long .22 Long Rifle                                                                                                | Hoa Kỳ                        | 1957           |
| Remington Model 597                                  | Remington Arms                                                          |                                                        | [[.22 Long Rifle .22 Winchester Magnum Rimfire .17 HMR (lỗi thời)                                                                | Hoa Kỳ                        | 1997           |
| Remington Model 740                                  | Remington Arms                                                          |                                                        | 244 Remington .280 Remington .308 Winchester .30-06 Springfield                                                                  | Hoa Kỳ                        | 1955           |
| Remington Model 742                                  | Remington Arms                                                          | Tập tin:Remington Model 742, caliber.280 Remington.jpg | .243 Winchester 6mm Remington .280 Remington .30-06 Springfield .308 Winchester                                                  | Hoa Kỳ                        | 1960           |
| Remington Model 7400                                 | Remington Arms                                                          |                                                        | 6mm Remington .243 Winchester .270 Winchester 7mm Remington Express .280 Remington .30-06 Springfield .308 Winchester .35 Whelen | Hoa Kỳ                        | 1982           |
| Remington Nylon 66                                   | Remington Arms                                                          |                                                        | .22 Long Rifle | Hoa Kỳ                        | 1959           |
| Remington Semi Automatic Sniper System               | Remington Arms                                                          | Tập tin:RSASS Sideview.png                             | 7.62×51mm NATO | Hoa Kỳ                        | 2010           |
| Súng trường tự động Rieder                           |                                                                         |                                                        | .303 British | Nam Phi                       | 1940           |
| Robinson Armament M96 Expeditionary                  | Robinson Armament Co                                                    |                                                        | 5.56x45mm NATO | Hoa Kỳ                        | 1999           |
| Ruger 10/17                                          | Sturm, Ruger & Co.                                                      |                                                        | .17 HMR | Hoa Kỳ                        |                |
| Ruger 10/22                                          | Sturm, Ruger & Co.                                                      |                                                        | .22 Long Rifle | Hoa Kỳ                        | 1964           |
| Ruger Deerfield Carbine                              | Sturm, Ruger & Co.                                                      |                                                        | .44 Magnum | Hoa Kỳ                        | 2000           |
| Ruger Mini-14                                        | Sturm, Ruger & Co.                                                      |                                                        | .223 Remington 5.56×45mm NATO | Hoa Kỳ                        | 1967           |
| Ruger Mini-30                                        | Sturm, Ruger & Co.                                                      |                                                        | 7.62×39mm | Hoa Kỳ                        | 1987           |
| Ruger Model 44                                       | Sturm, Ruger & Co.                                                      |                                                        | .44 Magnum | Hoa Kỳ                        | 1961           |
| Ruger Police Carbine                                 | Sturm, Ruger & Co.                                                      |                                                        | 9×19mm Parabellum .40 S&W | Hoa Kỳ                        | 1996           |
| Ruger SR-556                                         | Sturm, Ruger & Co.                                                      |                                                        | 5.56×45mm NATO | Hoa Kỳ                        | 2009           |
| Ruger XGI                                            | Sturm, Ruger & Co.                                                      |                                                        | .308 Winchester .243 Winchester                                                                                                  | Hoa Kỳ                        |                |
| Súng trường Saiga                                    | Kalashnikov Concern                                                     |                                                        | 7.62×39mm 5.6×39mm 5.45×39mm .223 Remington 5.56×45mm .308 Winchester 7.62×51mm .30-06 Springfield 9×53mmR                       | Nga                           | Những năm 1990 |
| Savage Model 64                                      | Savage Arms                                                             |                                                        | .22 Long Rifle | Hoa Kỳ                        |                |
| SIG Sauer SIGM400                                    | SIG Sauer                                                               |                                                        | 5.56×45mm NATO .223 Remington .300 AAC Blackout                                                                                  | Hoa Kỳ                        | Những năm 2000 |
| SIG Sauer SIG516                                     | SIG Sauer                                                               |                                                        | 5.56×45mm NATO 7.62×39mm | Hoa Kỳ · Thụy Sĩ              | 2010           |
| SIG Sauer SIG556xi                                   | SIG Sauer                                                               |                                                        | 5.56×45mm NATO 7.62×39mm | Hoa Kỳ                        |                |
| SIG 522LR                                            | SIG Sauer                                                               |                                                        | .22 Long Rifle | Đức                           | 2009           |
| Smith & Wesson M&P10                                 | Smith & Wesson                                                          |                                                        | .308 Winchester 7.62×51mm NATO                                                                                                   | Hoa Kỳ                        | 2013           |
| Smith & Wesson M&P15                                 | Smith & Wesson                                                          |                                                        | 5.56×45mm NATO .223 Remington | Hoa Kỳ                        | 1957           |
| Smith & Wesson M&P15-22                              | Smith & Wesson                                                          |                                                        | .22 Long Rifle | Hoa Kỳ                        | 2009           |
| SOCOM II                                             | Springfield Armory, Inc.                                                |                                                        | .308 Winchester | Hoa Kỳ                        | 2004           |
| Springfield Armory M1A                               | Springfield Armory, Inc.                                                |                                                        | 7.62×51mm NATO .308 Winchester                                                                                                   | Hoa Kỳ                        | 1974           |
| SR-25                                                | Knight's Armament Company                                               |                                                        | 7.62×51mm NATO | Hoa Kỳ                        | 1990           |
| Steyr IWS 2000                                       | Steyr Mannlicher                                                        |                                                        | 14.5mm (AMR 5075) 15.2×169mm (IWS 2000)                                                                                          | Áo                            | Những năm 1980 |
| STK SSW                                              | ST Kinetics                                                             |                                                        | 5.7mm Lựu đạn 40mm | Singapore                     |                |
| Sturmgewehr 58                                       | FN Herstal Steyr-Daimler-Puch                                           |                                                        | 7.62×51mm NATO | Bỉ · Áo                       | 1956           |
| Sniper Support Rifle Mk 20 Mod 0                     | FNH USA                                                                 |                                                        | 7.62×51mm NATO | Bỉ                            | 2009           |
| SVDK                                                 | Izhmash                                                                 |                                                        | 9.3×64mm 7N33 | Nga                           | 2006           |
| SVT-40                                               | Tula Arms Plant Izhevsk Machinebuilding Plant                           |                                                        | 7.62×54mmR | Liên Xô                       | Những năm 1940 |
| Súng bắn tỉa Tabuk                                   | Al-Qadissiya Establishments                                             |                                                        | 7.62×39mm | Iraq                          | Những năm 1970 |
| Terry Carbine                                        | Wilkinson Arms                                                          |                                                        | 9×19mm Parabellum | Hoa Kỳ                        | 1970           |
| Thompson Autorifle                                   |                                                                         |                                                        | .30-06 Springfield 7.62×54mmR (mẫu 1923)                                                                                         | Hoa Kỳ                        | Những năm 1920 |
| United States Marine Corps Designated Marksman Rifle |                                                                         |                                                        | 7.62×51mm NATO | Hoa Kỳ                        | 2001           |
| Volkssturmgewehr VG 1-5                              | Gustloff Werke                                                          | không khung                                            | 7,92×33mm Kurz | Đức                           | 1945           |
| Vulcan V18                                           | Vulcan Group Inc.                                                       |                                                        | 5.56×45mm NATO | Hoa Kỳ                        | 1991           |
| vz. 52                                               | Česká zbrojovka Uherský Brod                                            |                                                        | 7.62×45mm (vz. 52) 7.62×39mm (vz. 52/57)                                                                                         | Tiệp Khắc                     | 1951-1952      |
| Walther G22                                          | Carl Walther GmbH                                                       |                                                        | .22 Long Rifle | Đức                           |                |
| Walther WA 2000                                      | Carl Walther GmbH                                                       |                                                        | 7.5×55mm Swiss 7.62×51mm NATO .300 Winchester Magnum                                                                             | Tây Đức                       | Những năm 1970 |
| Winchester Model 1905                                | Winchester Repeating Arms Company                                       |                                                        | .32 Winchester Self-Loading .35 Winchester Self-Loading                                                                          | Hoa Kỳ                        | 1905           |
| Winchester Model 1907                                | Winchester Repeating Arms Company                                       |                                                        | .351 Winchester Self-Loading | Hoa Kỳ                        | 1907           |
| Winchester Model 1910                                | Winchester Repeating Arms Company                                       |                                                        | .401 Winchester Self-Loading | Hoa Kỳ                        | 1910           |
| Winchester model 30                                  | Winchester Repeating Arms Company]]                                     |                                                        | .30-06 Springfield | Hoa Kỳ                        | 1939           |
| ZH-29                                                | Zbrojovka Brno                                                          |                                                        | 8×57mm IS | Tiệp Khắc                     | 1929           |
| Zastava M76                                          | Zastava Arms                                                            |                                                        | 7.92×57mm Mauser | Nam Tư · Serbia               | 1976           |
| Zastava M91                                          | Zastava Arms                                                            |                                                        | 7.62×54mmR | Serbia và Montenegro          | 1991           |
| Zijiang M99                                          | Zijiang Machinery Company                                               |                                                        | 12.7×108mm | Trung Quốc                    | 2005           |